# Víllora
Víllora es un municipio y localidad española de la provincia de Cuenca, en la comunidad autónoma de Castilla-La Mancha. El término municipal tiene una población de 127 habitantes (INE 2024).

## Geografía
En el siglo XIX se comenta cómo el término estaba «poblado de pinos, sabinas, algunas encinas y varias clases de arbustos».

## Historia
A mediados del siglo XIX, el lugar contaba con una población censada de 370 habitantes. La localidad aparece descrita en el decimosexto volumen del Diccionario geográfico-estadístico-histórico de España y sus posesiones de Ultramar de Pascual Madoz de la siguiente manera:

VILLORA: v. con ayunt. en la prov. y dióc. de Cuenca (10 leg.), part. jud. de Cañete (6), aud. terr. de Albacete (15) y c. g de Castilla la Nueva (Madrid 30). sit. en la carretera de Cuenca á Utiel, entre el r. Moya y otro pequeño arroyo que desagua en el Cabriel; su clima es algo frio, bien ventilado y poco propenso á enfermedades. Consta de 70 casas, la mayor parte de un solo piso; para surtido del vecindario hay buenas aguas: la igl. parr. se halla servida por un cura de primer ascenso y un teniente para los anejos de Yemeda y Narboneta. El térm. confina por N. con los de Villar del Humo y San Martin; E. Narboneta; S. Enguidanos, y O. Cardenete. Su terreno es montuoso y medianamente productivo; está poblado de pinos, sabinas, algunas encinas y varias clases de arbustos: en su jurisd. hubo un ant. cast., de que solo se conserva una buena torre; aquel fue incendiado en 22 de febrero de 1840 por el partidario Arnau: ademas de los citados r. pasa el Cabriel á 1 leg. de dist., en cuyo punto hay un vistoso salto de agua y una piedra horadada, por la que pasa el r. Los caminos son locales y malos. prod.: trigo, cebada, centeno, vino, patatas, escelente miel y cáñamo; se cria ganado lanar, algun cabrio y vacuno; caza de liebres, perdices, conejos, y alguna de mayor; poca pesca. ind.: la agrícola. comercio: la venta del sobrante de su prod., y la importacion de algunos artículos de consumo diario. pobl.: 93 vec., 370 alm. cap. prod.: 908,140 rs. imp.: 45,407.
(Madoz, 1850, p. 315)

## Demografía
Villora cuenta con una población de 127 habitantes (INE 2024).
| Gráfica de evolución demográfica de Villora entre 1842 y 2021                                                       |
| |
| Población de derecho según los censos de población del INE Población de hecho según los censos de población del INE |

| 1991 |  | 1996 |  | 2001 |  | 2004 |  | 2013 |  | 2015 |
| ---- |  | ---- |  | ---- |  | ---- |  | ---- |  | ---- |
| 277  |  | 262  |  | 181  |  | 227  |  | 160  |  | 141  |

## Comunicaciones
Cuenta con un apeadero ferroviario, la estación de Villora, de la línea Madrid-Cuenca-Valencia, cuyo incierto futuro ha llevado a varios ayuntamientos de la zona a constituir una plataforma en su defensa.